# Farmer Giles' Visit to London
Farmer Giles' Visit to London è un cortometraggio muto del 1909 diretto da Theo Bouwmeester (Theo Frenkel).

## Trama
Giles, un contadino, è in visita nella grande città: Londra lo accoglie con una banda di falsari che lo imbrogliano e di truffatori che lo spogliano.

## Produzione
Il film fu prodotto dalla Hepworth.

## Distribuzione
Distribuito dalla Hepworth, il film - un cortometraggio di 168 metri - uscì nelle sale cinematografiche britanniche nell'agosto 1909.
Si conoscono pochi dati del film che, prodotto dalla Hepworth, fu distrutto nel 1924 dallo stesso produttore, Cecil M. Hepworth. Fallito, in gravissime difficoltà finanziarie, il produttore pensò in questo modo di poter almeno recuperare il nitrato d'argento della pellicola.